# Aloys Scholze
Aloys Scholze (* 17. März 1893 in Dresden; † 1. September 1942 im KZ Dachau) war ein katholischer Priester und Gegner des Nationalsozialismus.

## Leben

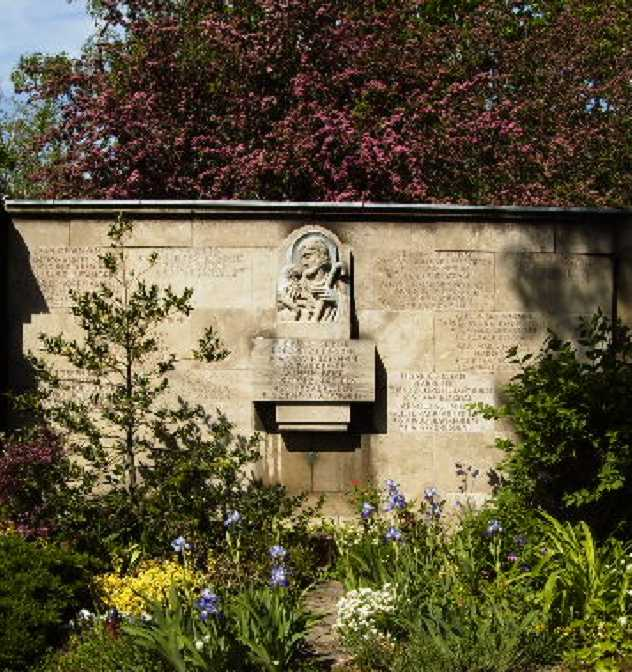
Ursprüngliches Grab von Aloys Scholze in der Priestergruft auf dem Alten Katholischen Friedhof Dresden

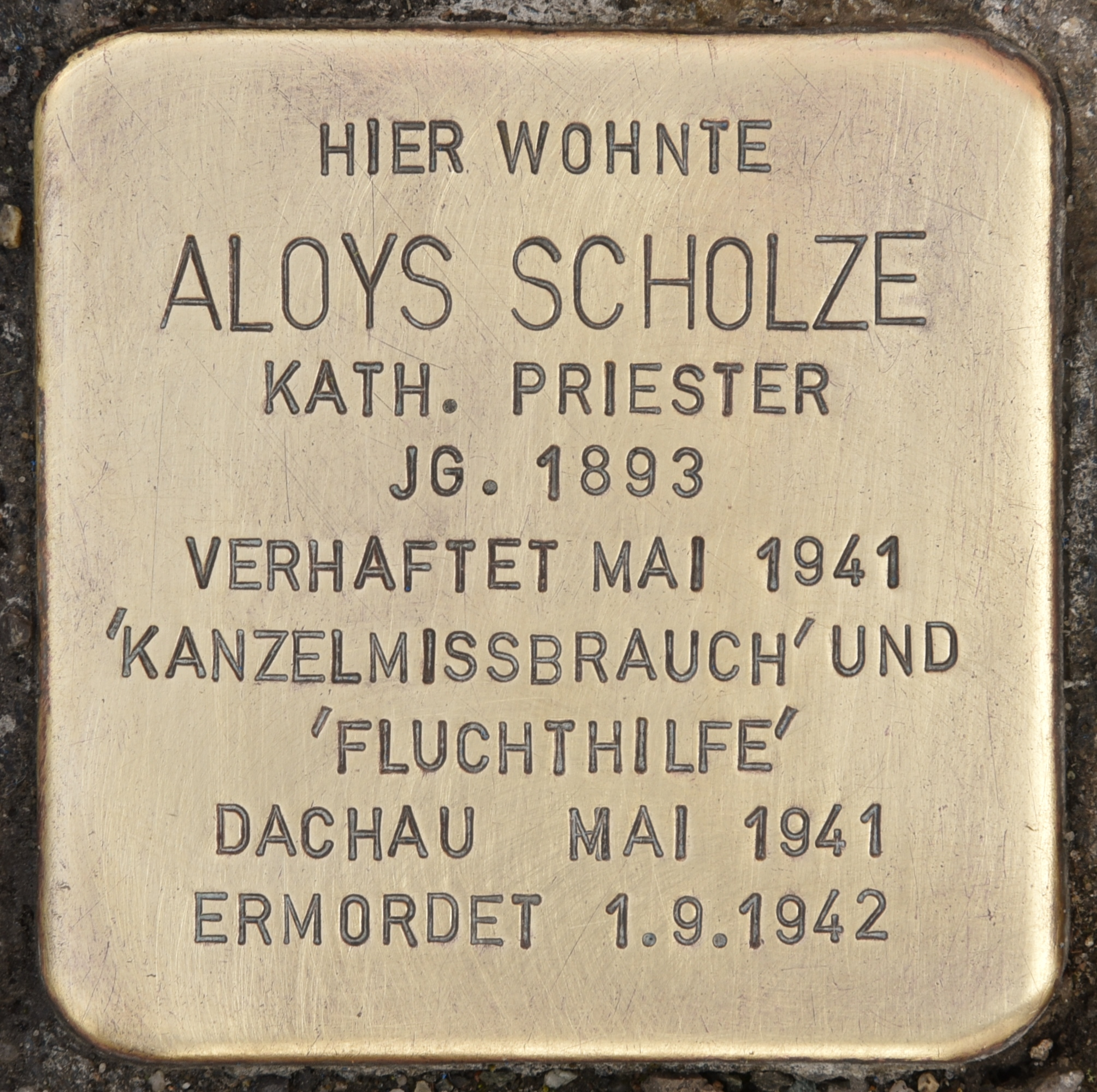
Stolperstein für Aloys Scholze

Aloys Scholze studierte in Breslau Theologie und wurde 1921 zum Priester geweiht. Er war dann als Kaplan in Gera und Leipzig-Lindenau tätig. Im Jahr 1929 wurde er Pfarrer in Kunnersdorf auf dem Eigen. Von 1931 bis 1941 versah er das Pfarramt in Leutersdorf. Nach der Machtübernahme der Nazis half er Verfolgten und Regimegegnern bei der Flucht über die nahe gelegene Grenze zur Tschechoslowakei. Im Mai 1941 wurde er deswegen und wegen seiner regimekritischen Predigten verhaftet und ins KZ Dachau gebracht. Dort verstarb er krank und entkräftet 15 Monate später.
Seine Asche wurde auf dem Alten Katholischen Friedhof in Dresden beigesetzt. Die Urnen von Aloys Scholze sowie seiner beiden ebenfalls im KZ Dachau umgekommenen Mitbrüder Alois Andritzki und Bernhard Wensch wurden am 5. Februar 2011 in einer Prozession vom Alten Katholischen Friedhof Dresden zur Katholischen Hofkirche überführt. Seit Pfingstmontag 2011 werden die drei Urnen auf Dauer in einem Schrein in der Kathedrale aufbewahrt.

## Ehrungen
- In Leutersdorf wurde für Pfarrer Scholze eine Gedenkstätte errichtet.
- In Gera wurde 2009 ein Behindertenheim nach Aloys Scholze benannt.[2] 2015 wurde für ihn an der Geraer Kirche St. Elisabeth ein Stolperstein verlegt.[3]
- Die katholische Kirche hat Pfarrer Aloys Scholze als Blutzeugen in das deutsche Martyrologium des 20. Jahrhunderts aufgenommen.